# Atuona
Atuona is een plaats op het Frans-polynesische eiland Hiva Oa en is gelegen aan Atuona Bay aan de zuidkant van het eiland. Atuona is de voormalige hoofdstad van de Marquesaseilanden maar heeft die positie af moeten staan aan Taiohae op Nuku Hiva. De berg Temetiu die 1213 m boven zeeniveau uitkomt kijkt uit over Atuona. 
Atuona was de laatste woonplaats van de schilder Paul Gauguin in 1903. Ook Jacques Brel sleet er zijn laatste jaren en ligt begraven op het kerkhof van Atuona, op een steenworp afstand van het graf van Gauguin. In Atuona is ook het Maison du Jouir van Paul Gauguin te bezichtigen. Tevens staat hier het Twin Bonanza vliegtuigje Jojo van Jacques Brel tentoongesteld.